# Piper niteroiense
Piper niteroiense är en pepparväxtart som beskrevs av Truman George Yuncker. Piper niteroiense ingår i släktet Piper och familjen pepparväxter. Inga underarter finns listade i Catalogue of Life.